# Iglesia de San Pedro y San Pablo (Siena)
La iglesia de San Pedro y San Pablo (en italiano: Chiesa dei Santi Pietro e Paolo) es una iglesia católica italiana en la contrada de Chiocciola de Siena, Toscana, dedicada a los apóstoles San Pedro y San Pablo.

## Historia
En un principio, la iglesia estaba anexa a un monasterio que se trasladó a este lugar en 1361, después de la peste. La iglesia original del monasterio estaba dedicada a San Paolo resultó demasiado pequeña, por lo que en el siglo XVII se planeó una nueva iglesia. Esta iglesia se inició en 1622 según los diseños de Flaminio del Turco, mientras que la fachada de ladrillo se completó en 1678, obra de Niccolò Franchini. La cúpula, sostenida por un tambor octogonal, se completó en 1645, mientras que la linterna fue reconstruida en estilo neoclásico en 1818 por Agostino Fantastici después de que el terremoto de 1798 derribara la linterna anterior.
Cuando el monasterio fue suprimido bajo el dominio napoleónico, la contrada della Chiocciola trasladó aquí las funciones de la cercana capilla de Nuestra Señora del Rosario, que luego fue desacralizada y ahora se usa como establo para el Palio de Siena, y la iglesia volvió a ser sacralizada.

## Arquitectura
El interior está profusamente decorado con estuco (1711) de Giovanni Antonio Mazzuoli. Entre las obras de arte del interior se encuentra el retablo mayor de la Coronación de la Virgen con los Santos (1520) de Andrea y Raffaello del Brescianino. También hay un retablo de la Muerte de San Pablo de Astolfo Petrazzi. En el altar del Rosario hay una Virgen con el Niño del siglo XV. La cripta alberga un museo de las victorias de la contrada en el Palio. La iglesia albergaba desde hace mucho tiempo la Natividad de la Virgen de Domenico Beccafumi, pintada específicamente para esta iglesia y hoy conservada en la Pinacoteca Nacional de Siena.